# Andreas Christian Gerlach

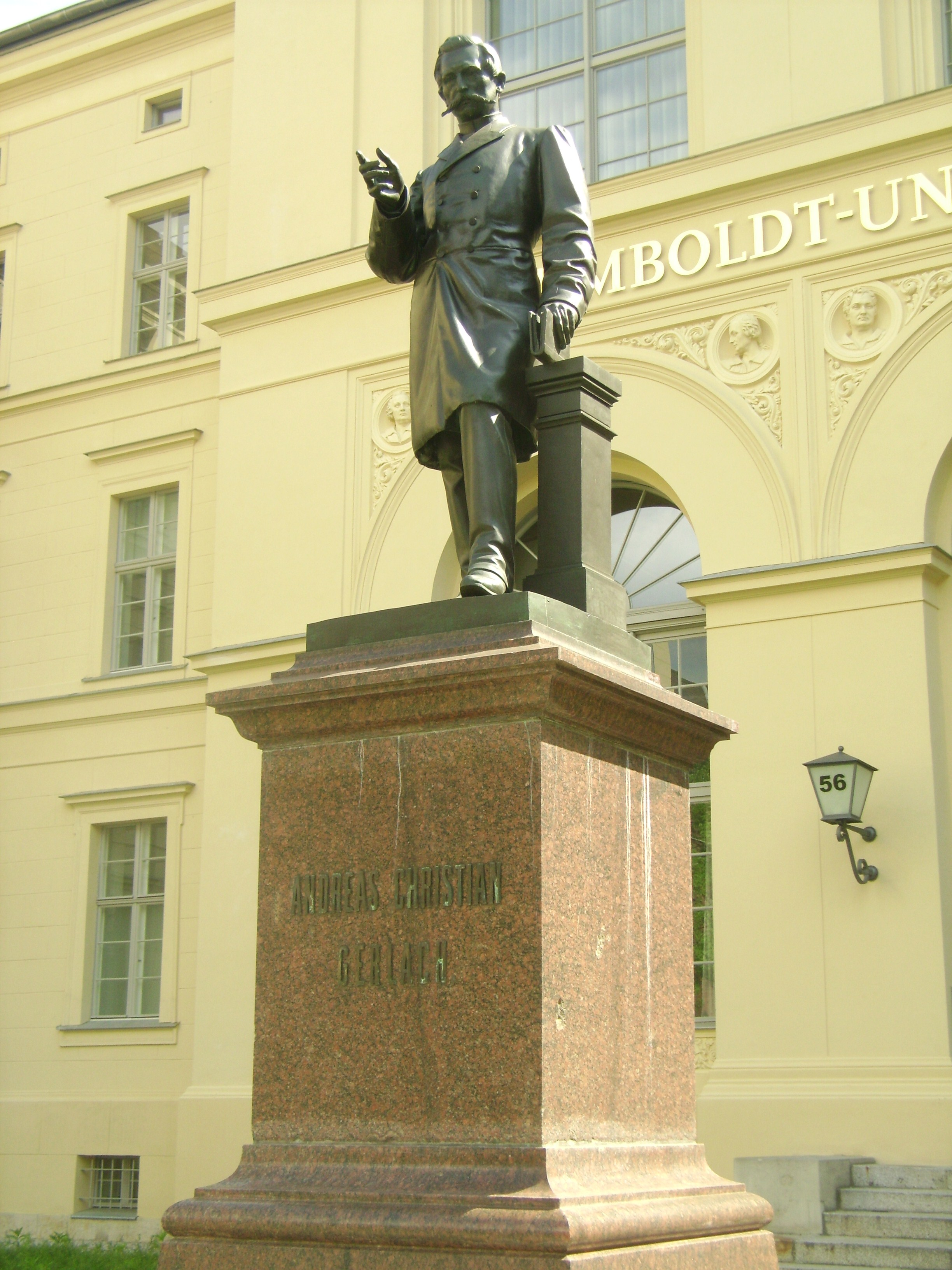
Andreas Christian Gerlachs monument i Berlin.

Andreas Christian Gerlach, född den 15 maj 1811, död den 29 augusti 1877, var en tysk veterinär.
Gerlach blev 1859 direktör för veterinärinstitutet i Hannover och 1870 för veterinärinstitutet i Berlin samt inlade stora förtjänster om veterinärläkekonstens utveckling. Bland hans många skrifter märks Lehrbuch der allgemeinen Therapie der Hausthiere (1853; 2:a upplagan 1868), Handbuch der gerichtlichen Thierheilkunde (1861; 2:a upplagan 1872), Die Trichinen (1866), Die Rinderpest (1867), Die Fleischkost des Menschen vom sanitären und marktpolizeilichen Standpunkte (1875). Från 1875 utgav han Archiv für wissenschaftliche und praktische Thierheilkunde. En staty av Gerlach restes 1890 i Berlin.